# Pasărea (okręg Călărași)
Pasărea – wieś w Rumunii, w okręgu Călărași, w gminie Frumușani. W 2011 roku liczyła 971 mieszkańców.